# Dicranoloma havilandii
Dicranoloma havilandii är en bladmossart som beskrevs av Brotherus 1928. Dicranoloma havilandii ingår i släktet Dicranoloma och familjen Dicranaceae. Inga underarter finns listade i Catalogue of Life.